# 利特維齊亞
51°34′12″N 26°21′31″E / 51.57000°N 26.35861°E
利特維齊亞（烏克蘭語：Літвиця），是烏克蘭西北部的村莊，隸屬里夫內州的薩爾內區。該村始建於1769年，面積0.41平方公里，海拔高度176米，2001年人口394，人口密度每平方公里961人。